# Карл Вельцин

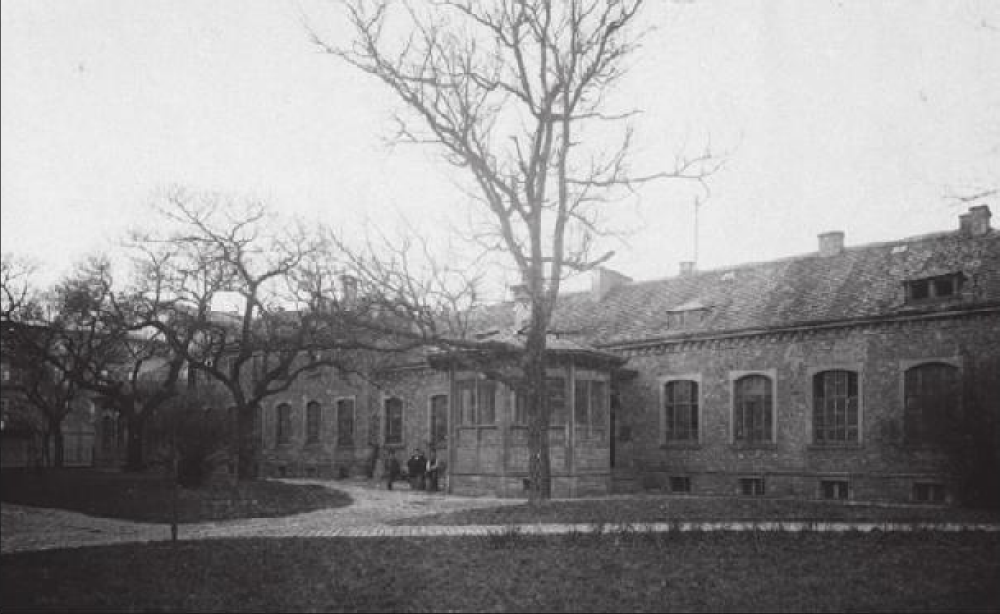
Хімічна лабораторія Карла Вельцина в політехнікумі Карлсруе. Побудована 1851 року, розширена в 1857—1875. фото 1900

Карл Ве́льцин (нім. Karl Weltzien; 8 лютого 1813, Санкт-Петербург — 14 листопада 1870, Карлсруе) — німецький хімік.

## Досягнення
Був професором хімії в Вищій технологічній школі в Карлсруе з 1848 по 1869 рік. Починаючи приблизно з 1840 року, побудував нові лабораторії для досліджень і викладання хімії в Карлсруе. Завдяки Вельцину, дослідження в царині хімії в Карлсруе швидко здобули міжнародну популярність і місто протягом десяти років був центром хімічних досліджень в Німеччині. Вельцин відомий сьогодні як один з трьох організаторів Першого Міжнародного конгресу хіміків у Карлсруе 1860 роки (два інших організатори конгресу — Шарль Адольф Вюрц і Фрідріх Авґуст Кекуле). Рішення З'їзду, на який були запрошені 140 відомих вчених-хіміків з усього світу, стали однією з передумов відкриття Періодичного закону. Карл Вельцин виступив як місцевий організатор, відкрив зустріч короткою вітальною промовою і головував на першому засіданні. Після завершення навчання в Гайдельберзі був членом Гайдельбергського братства Асоціації Кесенерських монастирів. Наступником Карла Вельцина як професора хімії став Юліус Лотар Меєр.